# Миронов Микола Романович
Микола Романович Миронов (27 грудня 1913, місто Кам'янське Катеринославської губернії, тепер Дніпропетровської області — загинув 19 жовтня 1964, гора Авала біля міста Белграда, Югославія) — радянський діяч, завідувач відділу адміністративних органів ЦК КПРС, начальник Управління КДБ по Ленінградській області, генерал-майор (14.01.1956). Член Центральної Ревізійної комісії КПРС у 1961—1964 роках. Депутат Верховної Ради Російської РФСР 5-го скликання. Депутат Верховної Ради СРСР 6-го скликання.

## Життєпис
Усиновлений родиною робітників. Батько був робітником цегельного заводу, пізніше працював на залізниці.
У 1928 році закінчив два класи школи фабрично-заводського учнівства в місті Кам'янському. У 1929—1931 роках навчався в Дніпропетровському технікумі фізичної культури.
У вересні 1932 — жовтні 1933 року — викладач фізичної культури в неповній середній школі та школі фабрично-заводського учнівства.
У жовтні 1933 — вересні 1934 року — завідувач сектора культмасової та фізкультурної роботи Дніпропетровського обласного комітету профспілок.
У вересні 1934 — березні 1937 року — завідувач відділу вищих навчальних закладів Дніпропетровської обласної ради фізкультури і спорту.
У 1937—1941 роках — студент геолого-географічного факультету Дніпропетровського державного університету, з 5-го курсу добровольцем пішов у Червону армію.
Член ВКП(б) з травня 1940 року.
У серпні 1941—1945 роках — у Червоній армії на політичній роботі, учасник німецько-радянської війни. Служив політбійцем, комісаром батареї, старшим інструктором із роботи серед військ противника політичного відділу 255-ї стрілецької дивізії на Південному фронті. Кілька разів був поранений, з лютого 1942 року на лікуванні у військовому госпіталі в місті Кисловодську. З травня 1942 року — старший інструктор із пропаганди та агітації політичного відділу 255-ї стрілецької дивізії на Південному і Південно-Західному фронтах. З серпня 1942 року — заступник начальника польового евакопункту № 197 із політичної частини 46-ї армії 2-го і 3-го Українських фронтів.
З жовтня 1945 по квітень 1947 рік — завідувач сектора вузів і науково-дослідних інститутів агітаційно-пропагандистського відділу Дніпропетровського обласного комітету КП(б)У.
У 1946 році закінчив Дніпропетровський державний університет.
У квітні 1947 — грудні 1949 року — 1-й секретар Жовтневого районного комітету КП(б)У міста Дніпропетровська.
У грудні 1949 — серпні 1951 року — секретар Кіровоградського обласного комітету КП(б)У з питань пропаганди і агітації.
З серпня 1951 року — в органах державної безпеки. 23 серпня 1951 — 30 березня 1953 року — заступник начальника III-го головного управління Міністерства державної безпеки СРСР.
17 квітня — 5 серпня 1953 року — заступник начальника Управління контррозвідки — Особливого відділу Міністерства внутрішніх справ СРСР по Київському військовому округу.
5 серпня 1953 — 20 січня 1956 року — заступник начальника III-го головного управління МВС — КДБ СРСР.
20 січня 1956 — 13 червня 1959 року — начальник Управління КДБ при РМ СРСР по Ленінградській області.
З червня 1959 року — в діючому резерві КДБ СРСР.
30 травня 1959 — 19 жовтня 1964 року — завідувач відділу адміністративних органів ЦК КПРС.
Загинув в авіакатастрофі під Белградом 19 жовтня 1964 року разом з начальником Генерального штабу Збройних сил СРСР Маршалом Радянського Союзу Бірюзовим і декількома генералами в складі радянської військової делегації, яка летіла на святкування 20-річчя визволення Белграда від німецьких окупантів.
Похований в Москві на Новодівочому цвинтарі.

## Звання
- майор (6.05.1943)
- підполковник (12.09.1951)
- полковник (28.12.1951)
- генерал-майор (14.01.1956)

## Нагороди
- орден Леніна (26.12.1963)
- орден Вітчизняної війни ІІ ст. (3.04.1944)
- орден Трудового Червоного Прапора (21.06.1957)
- орден Червоної Зірки (15.06.1946)
- орден «Знак Пошани» (23.01.1948)
- медалі
- нагрудний знак «Почесний співробітник державної безпеки» (23.12.1957)